# Ursad, Bihor
Ursad este un sat în comuna Șoimi din județul Bihor, Crișana, România.

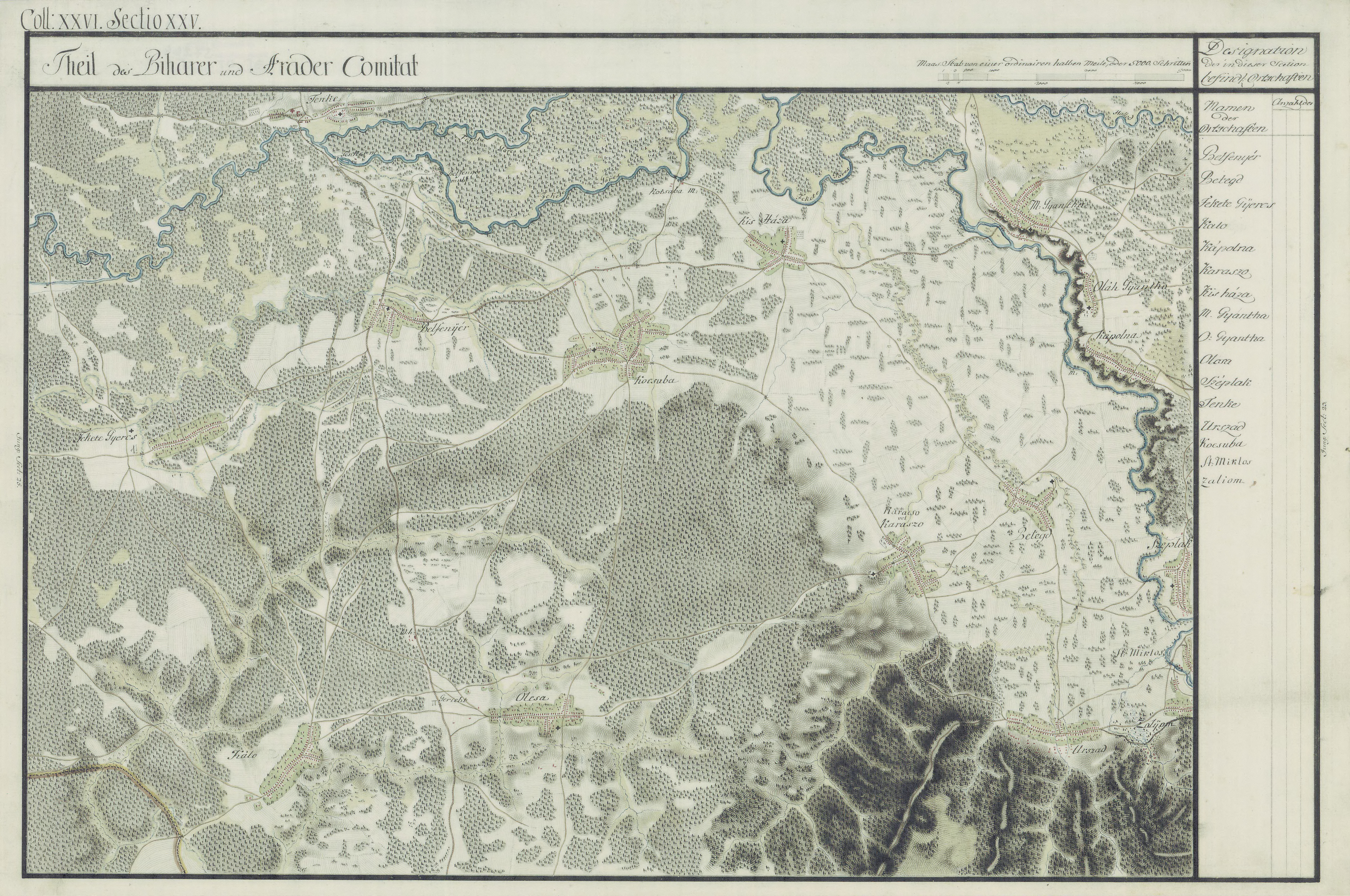
Ursad în Harta Iozefină a Comitatului Bihor, 1782-85

## Personalități
- Lazăr Dragoș (1930-2009), matematician, membru al Academiei Romane.

 Acest articol despre o localitate din județul Bihor este deocamdată un ciot. Puteți ajuta Wikipedia prin completarea lui.